# Niels Hansen (Diplomat)

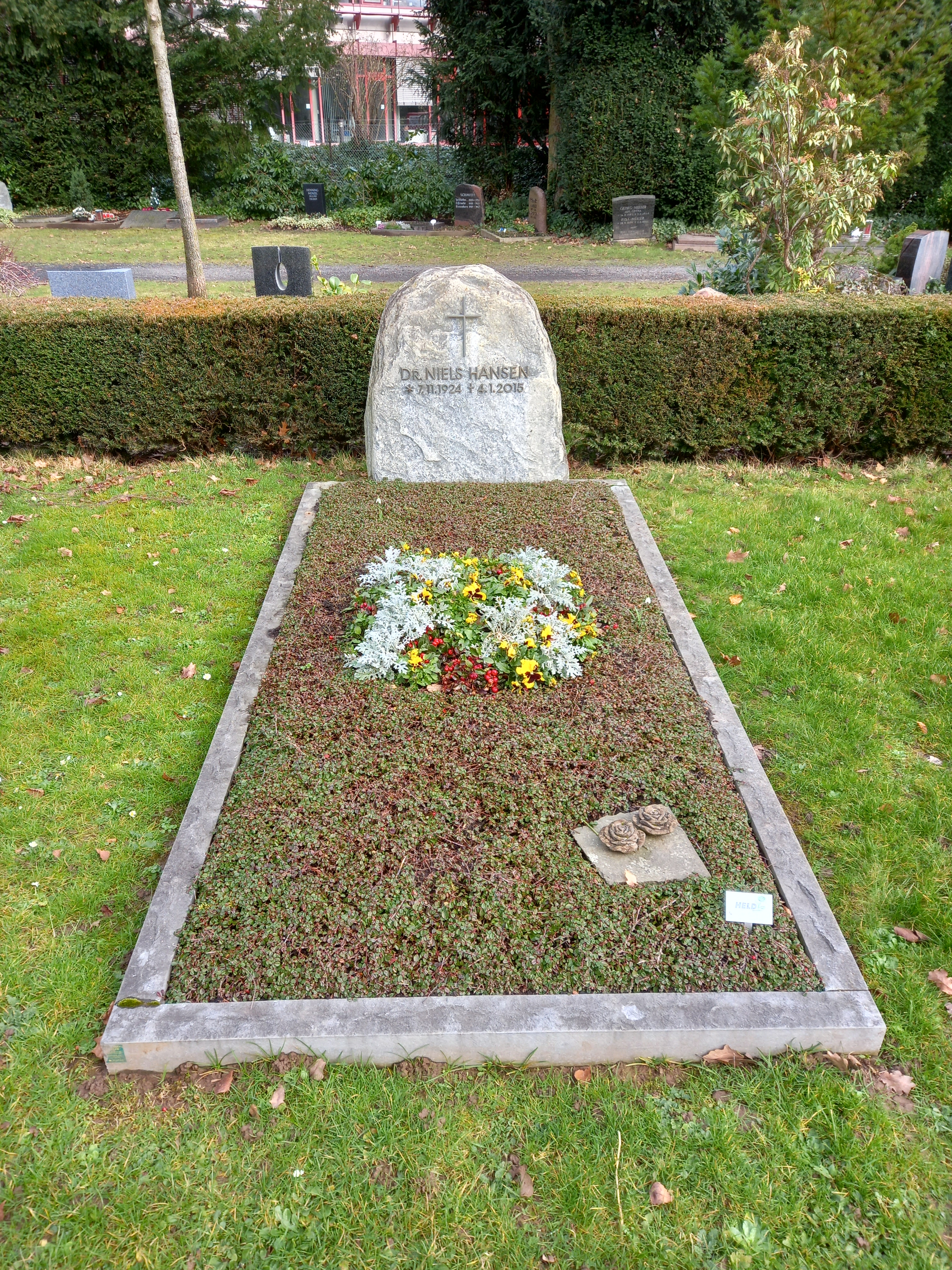
Dasa Grab von Niels Hansen auf dem Zentralfriedhof Bad Godesberg in Bonn

Niels Michael Hansen (* 7. November 1924 in Heidelberg; † 4. Januar 2015 in Bonn) war ein deutscher Diplomat. Unter anderem war er als Botschafter in Israel und bei der NATO sowie als Leiter des Planungsstabs im Auswärtigen Amt tätig.

## Leben
Hansen besuchte in Lübeck das Gymnasium. Während des Zweiten Weltkrieges war er Soldat in Italien. Nach Ende des Krieges studierte Hansen anfangs Medizin, wechselte aber zur Rechtswissenschaft. Er studierte in Göttingen, Hamburg, Heidelberg, Zürich und Genf. Dort besuchte er das Institut universitaire de hautes études internationales. Er schloss mit der  Licence en droit (1951) und dem Docteur en droit im Jahr 1955 das Studium ab.
Zeitweise arbeitete er als Assistent für Römisches Recht und Rechtsgeschichte an der Universität Genf. In dieser Zeit trat er in den deutschen Auswärtigen Dienst ein. Zwischen 1954 und 1955 war er bei der Wirtschaftsdelegation in Wien tätig. Danach arbeitete er bis 1958 im Büro des Außenministers Heinrich von Brentano. Danach war er zunächst Vertreter des Botschafters in Lissabon und in Genf. Zwischen 1965 und 1968 war Hansen stellvertretender Generalkonsul in New York. Danach war er Leiter des Referats Nördliches Mittelmeer im Auswärtigen Amt. Später war er für die Referate Europäische politische Integration, Frankreich und die Benelux-Staaten zuständig. Nachdem die beiden deutschen Staaten 1973 die Vollmitgliedschaft der UNO erlangt hatten, wurde Hansen Gesandter der Ständigen Vertretung der Bundesrepublik bei den Vereinten Nationen in New York. Im Jahr 1975 wechselte er als Gesandter und stellvertretender Botschafter nach Washington.
Als Nachfolger von Klaus Kinkel übernahm Hansen 1978 im Amt eines Ministerialdirektors die Leitung des Planungsstabes des Auswärtigen Amtes.
Im Jahr 1981 löste er Klaus Schütz als deutscher Botschafter in Israel ab. In dieser Zeit waren die deutsch-israelischen Beziehungen nicht ohne Spannungen. Kurz zuvor hatte Ministerpräsident Menachem Begin Bundeskanzler Helmut Schmidt wegen dessen Besuch in Saudi-Arabien scharf angegriffen. Außerdem gab es Spannungen wegen der Verurteilung des israelischen Angriffs auf einen Atomreaktor im Irak durch die Staaten der Europäischen Gemeinschaft. Auch Hansens folgende Amtszeit als Botschafter war nicht spannungsfrei. In diese Zeit fielen deutsche Waffenlieferungen an arabische Staaten und der Libanonkrieg. Hansen gelang es zur Entspannung beizutragen. So lernte er etwa Ivrit, bemühte sich um direkte Beziehungen durch die Förderung von Jugendbegegnungen und Städtepartnerschaften. Er war auch Präsident eines Rotary-Clubs in Israel und gründete in Tel Aviv das Johann-Sebastian-Bach-Zentrum. Als Flötist trat er auch selbst öffentlich auf.
Seit 1985 war Hansen Ständiger Vertreter der Bundesrepublik bei der NATO. Dort blieb er bis zu seiner Pensionierung im November 1989. Anschließend kümmerte er sich weiterhin um die Verbesserung der Beziehungen zwischen Deutschland und Israel. Er hatte dabei verschiedene Ehrenämter inne. Die hohe Wertschätzung in Israel zeigte sich durch die Herausgabe einer Festschrift zum 70. Geburtstag Hansens. Das Vorwort stammte von Teddy Kollek. Beiträge lieferten Shimon Peres und weitere israelische Persönlichkeiten.
Außerdem war er Vizepräsident der Deutschen Atlantischen Gesellschaft und der Atlantic Treaty Organization. Hansen ist Träger des Großen Bundesverdienstkreuzes mit Stern, Rechtsritter des Johanniterordens und Ehrendoktor der Universität Tel Aviv. Er gehörte der CDU an.
Hansen war als Autor und Herausgeber tätig. Neben einigen selbstständigen Schriften veröffentlichte er Aufsätze und Beiträge in Fachzeitschriften, Zeitungen und Sammelwerken.

## Schriften
- Aus dem Schatten der Katastrophe. Die deutsch-israelischen Beziehungen in der Ära Konrad Adenauer und David Ben Gurion. Ein dokumentierter Bericht mit einem Begleitwort von Shimon Peres, Droste Verlag, Düsseldorf 2002, ISBN 3-7700-1886-9
- Franz Böhm mit Ricarda Huch. Zwei wahre Patrioten. Droste Verlag, Düsseldorf 2009, ISBN 978-3-7700-1908-3
- Israel und Deutschland. Die Botschafter berichten über vier Jahrzehnte diplomatischer Beziehungen (1965–2005). Herausgeber: Asher Ben Natan / Niels Hansen. Böhlau Verlag, Köln Weimar Wien 2005, ISBN 3-412-13105-9
- Christian Morgenstern sechssprachig. Dreißig heitere Gedichte mit Übertragungen ins Englische, Französische, Hebräische, Italienische und Spanische. Herausgegeben von Niels Hansen, mit Illustrationen von Igael Tumarkin, Verlag Urachhaus, Stuttgart 2004, ISBN 3-8251-7476-X